# Синклер, Клайв
Клайв Марльз Синклер (англ. Clive Marles Sinclair; 30 июля 1940 — 16 сентября 2021) — британский предприниматель, изобретатель и бывший владелец компании, которая выпустила микрокомпьютер ZX Spectrum в 1982 году.

## Биография
В 1986 году Клайв Синклер ушёл из компьютерной индустрии. При продаже компании он получил 5 миллионов фунтов стерлингов наличными.
Первая жена Клайва — Энн Бриско, их брак был заключён в 1962 году. В их семье выросло трое детей — Белинда, Криспин и Бартоломей. Брак распался в 1985. В 2010 Синклер женился на Энджи Боунесс, которая на 30 лет его моложе.
Синклер увлекался игрой в покер. Считал себя атеистом. Являлся членом британского подразделения общества Менса, председателем которого являлся с 1980 по 1997 годы. Имел статус почётного члена доктора наук университета Бат, Великобритания.
Несмотря на то, что он долгие годы изобретал компьютеры, Синклер не пользовался Интернетом, заявляя, что «не любит быть окружённым техникой, так как это отвлекает его от создания изобретений». В 2010 он заявил, что вообще не пользуется компьютером, а вместо электронной почты предпочитает телефон.
Умер 16 сентября 2021 года в Лондоне после продолжительной болезни.

## Компании

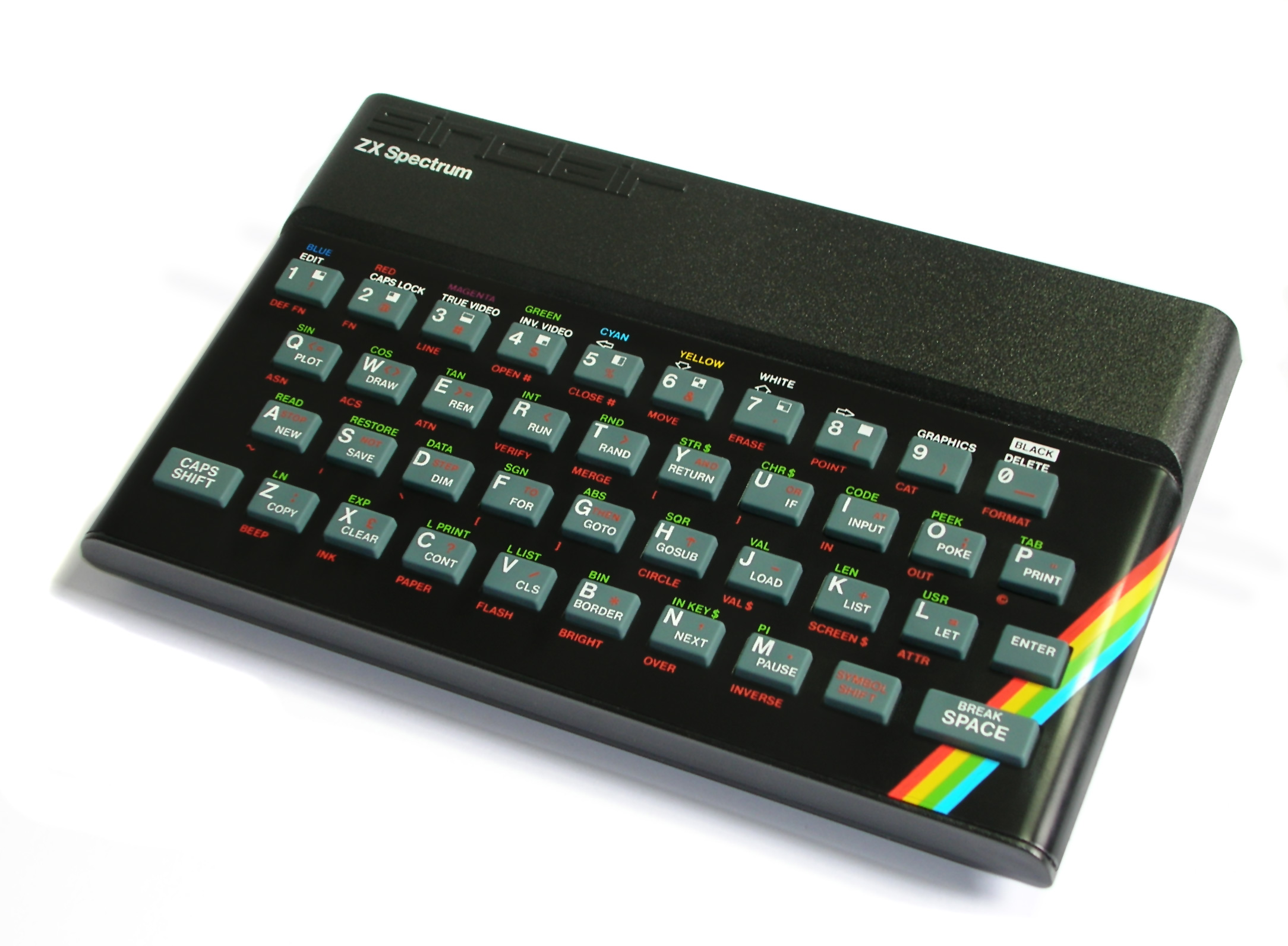
ZX Spectrum (1982)

В 1962 году создал Sinclair Radionics, производил комплекты деталей для сборки радиоприёмников и усилителей звука. У компании стремительно росла репутация пионера в бытовой электронике.
С 1972 года компания производит электронные часы, портативные телевизоры и инструменты.
В июле 1979 года Клайв Синклер ушёл в отставку из Sinclair Radionics и учредил новую компанию Sinclair Research Ltd.
Первый продукт Sinclair ZX80 поступил в продажу в феврале 1980 года.
Компьютер ZX81 был запущен в производство в марте 1981 и стоил 69,95 £. Было произведено около 400 000 этих устройств. В марте 1982 компания получила прибыль 8,55 миллиона фунтов стерлингов при обороте 27,17 миллиона. После продажи 10 % акций компании и раздачи 5 % акций своим служащим он сохранил 85 % акций, что давало ему возможность принимать решения.
Sinclair ZX Spectrum — 1982 год. ZX Spectrum стал одним из самых популярных компьютеров в Европе — за первые 17 месяцев было продано более миллиона этих машин.
Синклер принимал участие в разработке клавиатуры для ZX Spectrum.
В 1982 и 1983 годах прибыль его компании составила 13,5 миллиона фунтов стерлингов, при том, что ему принадлежало 85 % акций компании. В 83-85 годах Клайв Синклер спонсировал разнообразные проекты, такие, как плоский телевизор и новую модель компьютера (Sinclair QL). В 1985 году с помпой был презентован электро- веломобиль Sinclair C5, призванный стать революционный средством передвижения, но в итоге ставший грандиозным провалом, приведшим к банкротству производителя. Впрочем, со временем C5 приобрели культовый статус, клубы энтузиастов этой машины существуют до сих пор.
В июне 1983 года по ходатайству премьер-министра Великобритании Маргарет Тэтчер Клайв Синклер был удостоен дворянского звания с титулом «Рыцарь королевского Ордена».
В апреле 1986 года Синклер закончил карьеру в компьютерной индустрии.

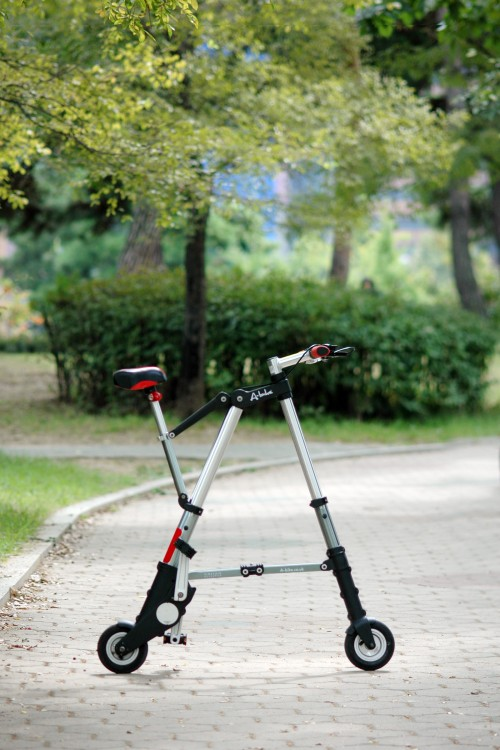
A-bike

В июле 2004 года Синклер продемонстрировал раскладной велосипед собственной конструкции A-bike.